# Madżak
Madżak (także Magak, Maha) – władca słowiański znany z relacji arabskiego podróżnika al-Masudiego z X wieku. 
Zgodnie z opisem zawartym w Złotych łąkach al-Masudiego istniało niegdyś potężne plemię Walinjana (alternatywnie Wolinana, Welitaba), któremu podporządkowane były inne plemiona słowiańskie. Władca tego ludu miał nosić imię lub tytuł Madżak. Postać Madżaka jest trudna do zidentyfikowania z jakimikolwiek znanymi skądinąd władcami słowiańskimi, relację al-Masudiego odnosi się najczęściej do wydarzeń z VI/VII wieku i traktuje jako reminiscencję jakiegoś wspólnego związku międzyplemiennego istniejącego we wczesnym etapie dziejów Słowiańszczyzny. Ze względu na różne możliwości odczytu zapisu arabskiego niejasna jest także tożsamość plemienia Walinjana, identyfikuje się ich z Wołynianami, Wolinianami lub Wieletami.